# KRC Mechelen
Az KRC Mechelen egy belga labdarúgóklub, melynek székhelye Mechelenben, Antwerpen tartományában található.

## Története
1904-ben alapították Racing Club de Malines néven, de csak két évvel később jegyezték be a 
szövetségben. A klub neve három alkalommal változott: először a Société Royale szavakkal toldották meg (1929), majd a nevét hollandra fordították le, így lett Racing Club Mechelen Koninklijke Maatschappij (1937). Végül 1957-ben a mai formájára egyszerűsítették le.

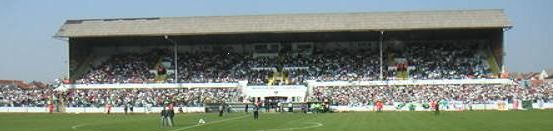
Az északi lelátó 2004. április 3-án

A Racing Mechelen az első osztályban az első szezonját az 1910–1911-es idényben játszotta, melyben a tizenkét csapatos bajnokságban a nyolcadik helyen végzett. Ekkoriban a legfőbb riválisa, az FC Malines (ma KV Mechelen) a belga másodosztályban játszott. A következő idényben a Racing a tizenegyedik helyen végzett a bennmaradó Beerschot AC-tól egy pontra lemaradva, így kiesett. Az első világháborút megelőzően a Racing a második helyen végzett a másodosztályban, míg a FC Malines harmadik lett (8 ponttal lemaradva). Ennek okán az RC Malines feljutott, és következő szezonban az élvonalban játszott, amelyet a háború okán tartott kényszerszünet miatt 1919-1920-ban rendeztek meg. Ekkor a hatodik helyen végeztek. Két évvel később az első osztályban játszott az FC Malines is. A másodosztályban töltött egy év (1924) után 1929-ben és 1930-ban a klub az élvonalban a harmadik helyen végzett. A legjobb eredményüket 1952-ben érték el, amikor ezüstérmesek lettek két harmadik helyet követően (1950 és 1951). 1954-ben bejutottak a Belga kupa döntőjébe. Ezután a klub kiesett a második vonalba, és az azóta eltelt évtizedekben csak ritkán játszott ennél magasabb szinten.

## Korábbi csapatnevek
- Racing Club Malines (1905–1929)
- Société Royale Racing Club Malines (1929–1937)
- Racing Club Mechelen Koninklijke Maatschappij (1937–1957)
- Koninklijke Racing Club Mechelen (K.R.C. Mechelen) (1957 óta)

## Sikerek
Jupiler League
- Ezüstérmes (1): 1951–52
- Bronzérmes (4): 1928–29, 1929–30, 1949–50, 1950–51

Challenge League
- Győztes (4): 1909–10, 1947–48, 1974–75, 1987–88

Third Division
- Győztes (4): 1961–62, 1965–66, 1968–69, 2013–14

Belga Kupa
- Döntős (1): 1953–54

## Jelenlegi keret
| # |         | Poszt | Név                     |
| - | ------- | ----- | ----------------------- |
|   | belgium | K     | Sergei Deweerdt         |
|   | belgium | K     | Gert van Asselberghs    |
|   | belgium | K     | Nick Vanuytven          |
|   | belgium | V     | Laurent Ciku            |
|   | belgium | V     | Nouredine El Ayadi      |
|   | belgium | V     | Olivier Mununga         |
|   | nigéria | V     | Michaël Nnaji           |
|   | belgium | V     | Thierry van Vinckenroye |
|   | belgium | V     | Christoph Verstappen    |
|   | belgium | KP    | Nathan Axford           |
|   | belgium | KP    | Jamil Benouahi          |
|   | belgium | KP    | Didier Ndagano          |

| # |          | Poszt | Név                   |
| - | -------- | ----- | --------------------- |
|   | brazília | KP    | Benjamin              |
|   | belgium  | KP    | Roel Engelen          |
|   | belgium  | KP    | Kristof Goessens      |
|   | belgium  | KP    | Tim Scheers           |
|   | belgium  | KP    | Tim van Rompay        |
|   | belgium  | KP    | Tim Verstraeten       |
|   | ghána    | CS    | Abou                  |
|   | brazília | CS    | Joao Olivio Calicchio |
|   | belgium  | CS    | Samir Derraz          |
|   | belgium  | CS    | David Nechelput       |
|   | olasz    | CS    | Orazio Russo          |
|   | belgium  | CS    | Kevin Sanders         |

## Külső hivatkozások
- Hivatalos honlap (hollandul)